# District de Chongwen
Le district de Chongwen (崇文区 ; pinyin : Chóngwén Qū) est une ancienne subdivision de la municipalité de Pékin en Chine.
Situé dans le centre de la ville de Pékin, il abrite notamment le temple du Ciel et le Parc de Longtan.
Il a fusionné avec le district de Dongcheng en 2010.